# Пангонг-Цо
Пангонг-Цо (устар. передача Бангонг-Цо; дев. पांगोंग त्सो; кит. упр. 班公错, пиньинь bangongcuo, палл. Баньгунцо; тиб. སྤང་གོང་མཚོ, Вайли spang gong mtsho (Банг гонг ц[х]о, примерно: озеро высоких лугов) или тиб. མཚོ་མོ་ངང་ལྷ་རིང་པོ, Вайли mtsho mo ngang lha ring po (Ц[х]о мо нган лха ринг по, примерно: длинный океан божественной области); Цо: Ладакхи — «озеро») — бессточное озеро в Гималаях, расположенное на высоте 4334 метра над уровнем моря. Оно 134 км в длину и простирается от Индии до Китая. 60 % длины озера — в Китае. В самой широкой точке ширина 5 км. Зимой озеро полностью замерзает, несмотря на солёную воду.
Озеро подпадает под действие рамсарской конвенции, как водно-болотное угодье международного значения. Это первое трансграничное озеро в Южной Азии, защищаемое конвенцией.

## История
Раньше озеро было связано с Шайоком, притоком Инда, но русло было завалено естественной плотиной. Два потока впадают в озеро с индийской стороны, образуя болота по краям озера. Отложения грязи показывают, что озеро недавно (в геологическом плане) обмелело на 5 метров.
В 2000-х годах на берегах озера снималась развязка болливудского фильма Три идиота.

### Китайско-Индийскаяспорная территория
Озеро находится на спорной территории и Линия фактического контроля проходит по озеру. Часть озера (20 км в длину) находится на территории КНР, но оспаривается Индией. Тем не менее, восточная часть озера находится в Тибете, а его нахождение с составе КНР не оспаривается Индией. В свою очередь, КНР не оспаривает право Индии на западную часть озера. С середины XIX века озеро было в южной части линии Джонсона, первой попытки провести индо-китайскую границу по высокогорьям Аксай-Чина.
Кхурнакский форт (33°46′00″ с. ш. 79°00′00″ в. д.) стоит на северном берегу озера, как раз посередине. С 1952 года он контролируется китайцами.
20 октября 1962 года озеро стало зоной боевых действий в ходе Китайско-Индийской войны, успешной для КНР.
Линия действительного контроля установлена в ходе этой войны и делит озеро на три части: индийскую, китайскую и спорную, контролируемую Китаем. КНР согласна с этим разделением.

## Флора, фауна
Солоноватая вода практически лишена жизни, хотя мелкие ракообразные живут в его водах. Многочисленные утки и чайки живут на озере, вокруг растут многолетние травы и несколько видов кустарников.
Озеро привлекает многих птиц, в том числе мигрирующих. Летом горные гуси и брахманские утки часто попадаются на озере. Вокруг озера живут кианги и сурки.

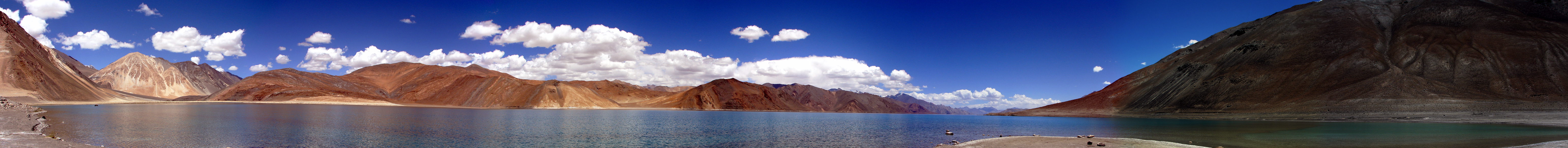
Панорама Пангонг-Цо

## Галерея

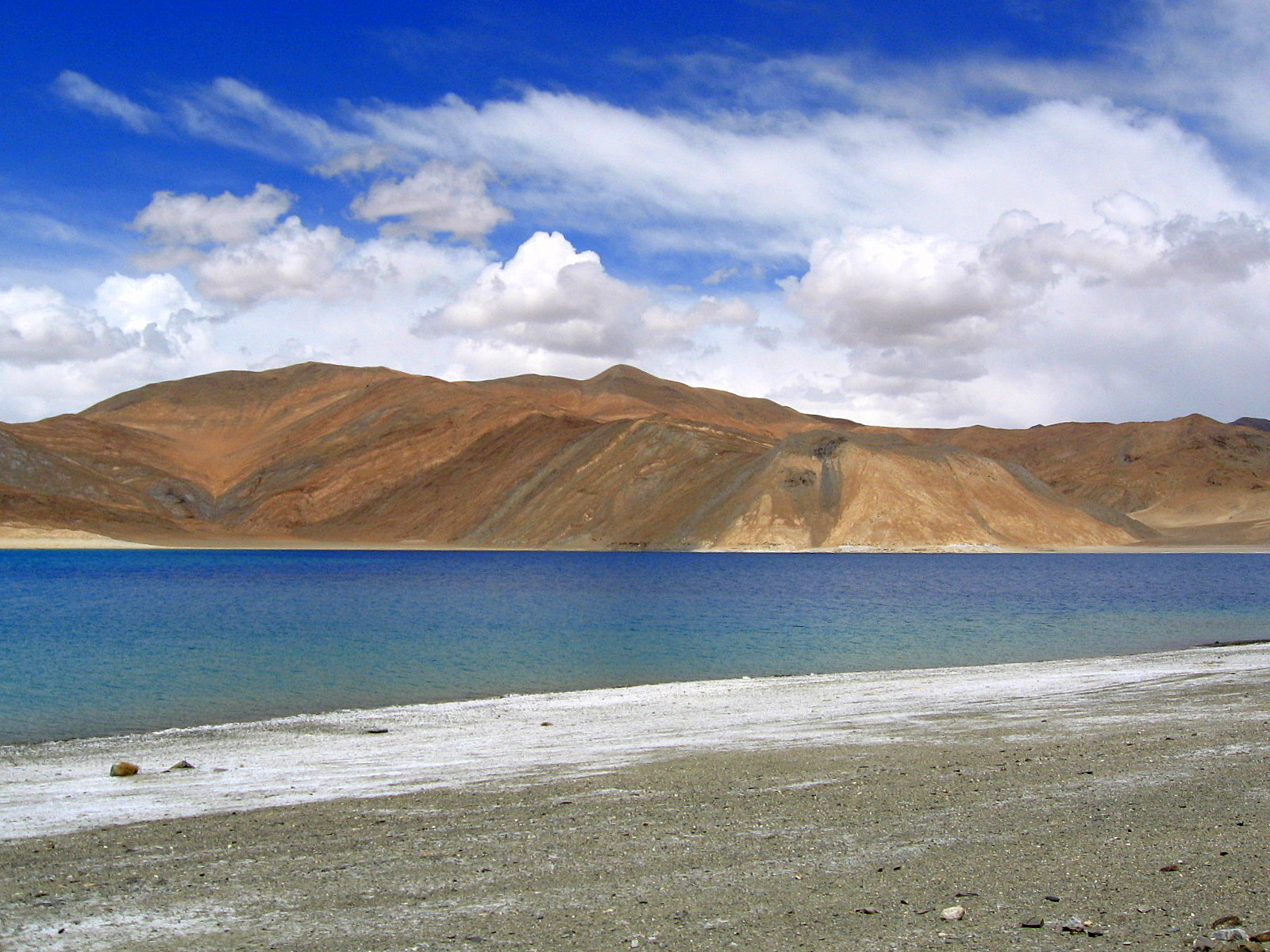
Озеро летом
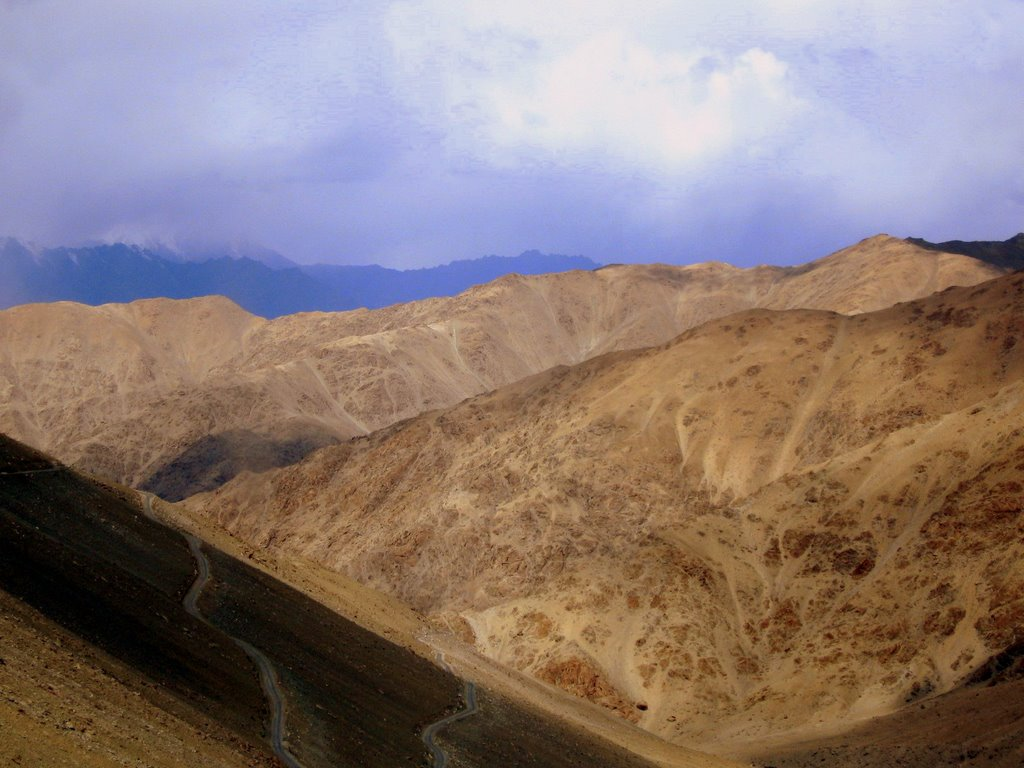
Дорога к озеру
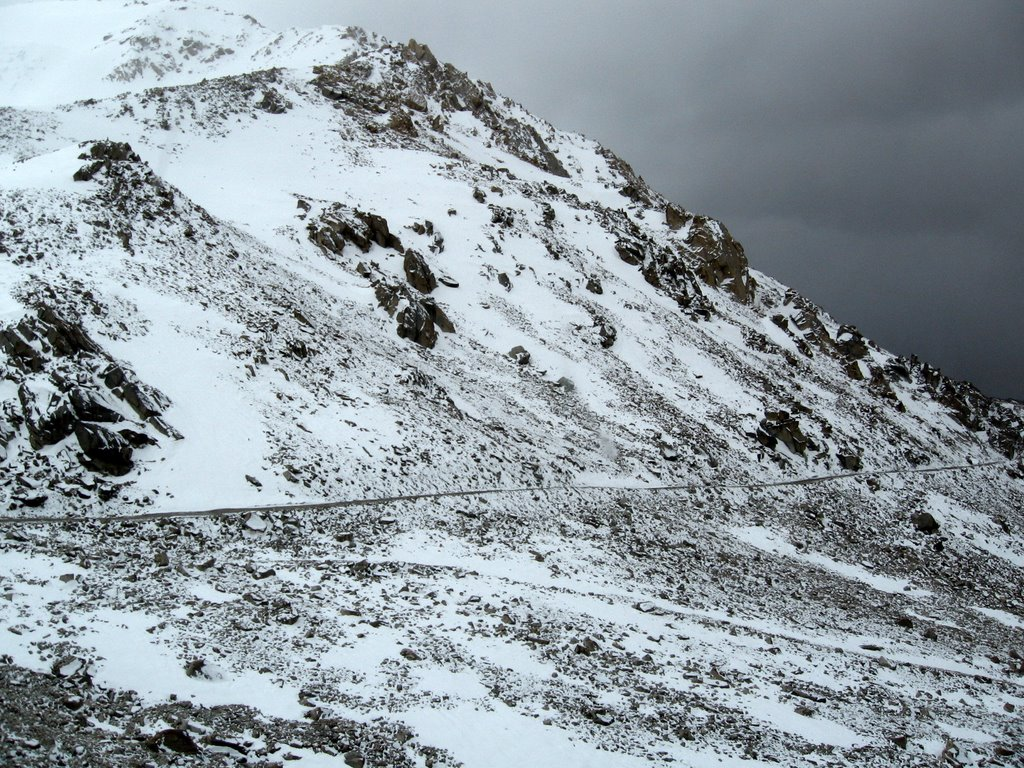
Дорога к озеру
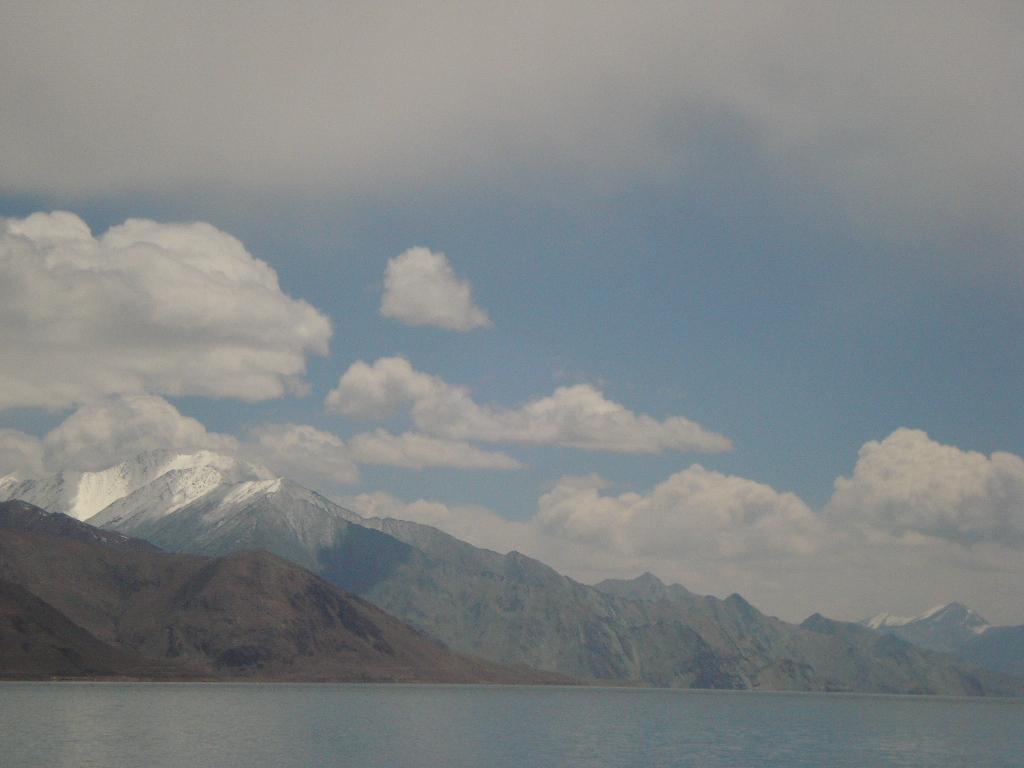
Пангонг-Цо в апреле